# Egbert van Kampen
Egbert van Kampen (Berchem, 28 maggio 1908 – Baltimora, 11 febbraio 1942) è stato un matematico olandese, conosciuto per i suoi contributi in topologia, soprattutto riguardo allo studio del gruppo fondamentale.